# 春木義彰

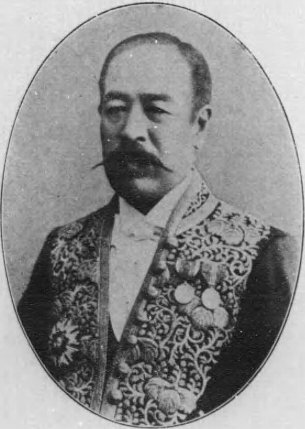
春木義彰

春木 義彰（はるき よしあき、1846年1月27日（弘化3年1月1日） - 1904年（明治37年）12月17日）は、日本の司法官僚。検事総長、貴族院勅選議員。

## 経歴
大和国平群郡法隆寺村（現在の斑鳩町）出身。春木義道の二男。伴林光平の弟子で、師が天誅組の変に加わって処刑されると、その遺志を継ぎ、1865年（慶応元年）に京都に入って志士と交わった。1867年（慶応3年）、鷲尾隆聚が倒幕の密勅を奉じて高野山で挙兵すると、大坂で軍費調達にあたった。翌年、鳥羽・伏見の戦いが起きると、高野山に駆けつけ、錦旗奉行・兵糧奉行に任じられた。その後、奥羽追討総督となった鷲尾に従い、白河口軍務応接係・書記として各地を転戦した。1869年（明治2年）、兵部省の命を受け、脱走が相次いでいた十津川郷士の鎮撫にあたった。
五条県や奈良県の地方官を経て、1873年（明治6年）からは司法官に転じた。累進して、1892年（明治25年）に検事総長に就任した。1898年（明治31年）に東京控訴院長に転じ、1903年（明治36年）に休職を命じられた。
1904年（明治37年）8月22日、貴族院議員に勅選されたが、同年12月に死去した。

## 栄典
位階
- 1881年（明治14年）1月21日 - 従六位[6]
- 1886年（明治19年）7月8日 - 従五位[7]
- 1890年（明治23年）8月6日 - 従四位[8]
- 1895年（明治28年）9月25日 - 正四位[9]
- 1900年（明治33年）11月30日 - 従三位[10]
- 1904年（明治37年）
  - 9月15日 - 正三位[11]
  - 12月17日 - 従二位[12]

勲章等
- 1889年（明治22年）11月29日 - 大日本帝国憲法発布記念章[13]
- 1890年（明治23年）12月26日 - 勲五等瑞宝章[14]
- 1892年（明治25年）6月29日 - 勲四等瑞宝章[15]
- 1894年（明治27年）6月19日 - 勲三等瑞宝章[16]
- 1895年（明治28年）3月12日 - 木杯一個[17]
- 1901年（明治34年）6月27日 - 勲二等瑞宝章[18]
- 1904年（明治37年）12月17日 - 旭日重光章[19]